# Letecký kanón

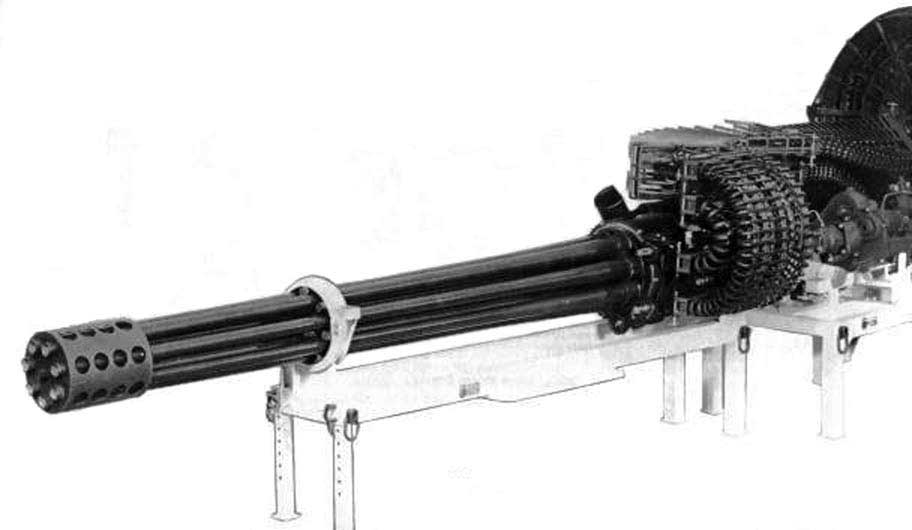
Americký 30mm rotační kanón GAU-8 Avenger

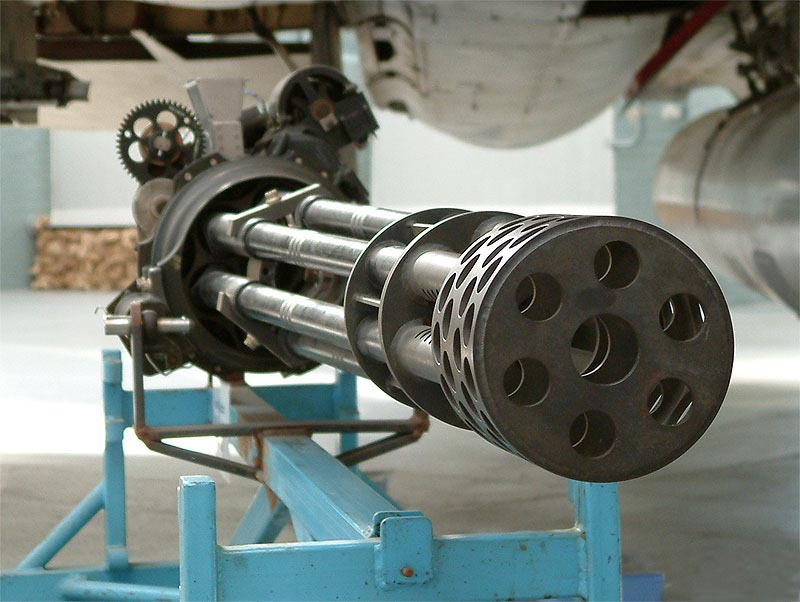
Americký rotační letecký kanón M61 Vulcan

Letecký kanón je hlavňová zbraň o ráži od 20 mm výše, která střílí vysokorychlostní projektily po minimálně zahnuté balistické křivce a s dostřelem do 4 kilometrů. Horní hranice ráže prakticky neexistuje a od jiných hlavňových zbraní se kanón odlišuje prakticky jen trajektorií střelby a úsťovou rychlostí.
Rozdíl mezi leteckým kanónem a kanónem je prakticky nulový, je jen otázkou konvencí, že se v letadlech dnes nepoužívají kanóny vyšších ráží než 30 mm (kromě děl/kanónů na palubě AC-130, která jsou však někdy klasifikovaná jako houfnice). Protože letecký kanon je zbraň určená především k použití na letadlech a vrtulnících, jsou na zbraň kladeny odlišné požadavky než na polní kanóny.

## Požadavky
Prvotním požadavkem bylo, aby byla zbraň pokud možno lehká. Dalším požadavkem bylo snížení zpětného rázu, působícího na letoun. Tento požadavek měl dva důvody:
- Zpětný ráz působí na konstrukci letounu. Při nerespektování tohoto faktu může dojít k poškození konstrukce, nebo i zničení letadla. Pokud je tento fakt respektován a to u životaschopných konstrukcí musí, každé zvýšení zpětného rázu se projeví na konstrukci letounu a tím negativně i na jeho „mrtvé“ váze. Při této příležitosti je nutné si uvědomit, že nejde jen o pevnost konstrukce letounu jako takového, ale i o to, aby kanón příliš nekmital, tedy o tuhost zástavby.
- Zpětný ráz se projevuje na letových charakteristikách letounu. Existovaly konstrukce, při jejichž odpálení se letoun propadl až o desítky metrů. Dále umístění kanónu mimo osu stroje způsobuje tendenci stroje zatáčet. To se neprojeví jen na letu, ale hlavně na přesnosti palby.

Pro pochopení funkce si musíme nejprve určit, jaké má kanón na letadle využití. Je v podstatě dvojí: Pro postřelování pozemních cílů a pro letecký boj. V prvém případě jsou podmínky použití v podstatě voleny pilotem letadla a je tedy možné je do značné míry měnit. V druhém jsou do značné míry omezeny okamžitou situací v boji. Rozborem druhé situace se dospělo k následujícímu: S rostoucí vyspělostí letadel roste dynamika souboje a zkracuje se tím doba, po kterou je možné zasáhnout protivníkův stroj. Ze stejného důvodu se zkracuje i doba, za kterou je nutné cíl zaměřit. Za další: Uvažujeme-li, že cílem je bojový stroj, je nutné očekávat jeho schopnost odolávat poškození. To vedlo jeden čas i k úvahám o zrušení kanónové výzbroje jako základní výbavy bojových strojů.
Vyplývá z toho určitá pravděpodobnost vyřazení protivníka při určité salvě. S četností střel v salvě se zvyšuje pravděpodobnost zásahu protivníkova stroje. Aby ale došlo k dostatečnému poškození, musí být použita munice s dostatečnou energií v cíli, tedy fakticky s nějakou minimální ráží.
V potaz se bere i úsťová rychlost. Ta je v podstatě protiváhou hmotnosti střel na pomyslných vahách rozhodování. Při stejné prachové náplni – tedy při stejné úsťové energii můžeme mít buď rychlejší lehčí projektil, nebo jiný, který je těžší, ale pomalejší. Těžší projektily mají při stejné energii větší dostřel, tedy rozšiřují „okno účinného zásahu“, což je pozitivní. Negativem ale je v průměru větší odchylka od záměrné (myšlené čáry, kterou miřidla míří na cíl). Naopak rychlejší střely mají plošší křivku, tedy méně problémů při míření, ale s rostoucí vzdáleností jejich energie vlivem odporu vzduchu rychle klesá, což zmenšuje „okno účinného zásahu“. Naopak zbraně s menší ráží mají v principu vyšší kadenci – tedy vyšší pravděpodobnost zásahu.
Výsledkem všech úvah je prostý fakt, že je potřeba zasypat protivníka dostatečným množstvím střel s dostatečnou ničivou silou v omezeném čase.

## Historie
V průběhu historie byla úloha řešena různě. V počátcích byly prostě používány dostupné pěchotní zbraně, což se rychle projevilo jako principiálně nevhodné. Následovalo dlouhé období použití několika specializovaných, tedy leteckých, kanónů na jednom stroji. S příchodem moderních strojů se situace mění směrem ke zbraňovým blokům. Ty obsahují většinou jeden, popřípadě dva vysokorychlostní kanóny. Vysoká rychlost palby je dosahována buď několika nábojovými komorami (revolverový kanón), nebo svazkem několika hlavní (tzv. Gatling).
První pokusy o vybavení letadel kanóny proběhly už před první světovou válkou. V Anglii i Francii probíhaly od roku 1913 zkoušky s 20–37mm kanóny na různých typech letadel. Do bojů se ale letadla vyzbrojená kanóny zapojila až v roce 1915. Byly to francouzské letouny Voisin V a VIII, vyzbrojené 37mm kanónem. Nejtěžší letecký kanón první světové války měl ráži 130 mm, a byl součástí německého letounu VGO. II. Střílel kolmo dolů a byl určen pro prorážení palub britských lodí. Po pokusech v roce 1916 ale vývoj nepokračoval. V první světové válce nebyly ještě kanóny běžné, vývoj se pohyboval převážně ve stádiu pokusů a byla jimi vybavena jen malá část letadel.
Do vojenských letounů se kanóny začaly montovat ve větší míře v průběhu druhé světové války vzhledem k malé destrukční síle leteckých kulometů.
Dnes se obyčejně používají kanóny o počtu hlavní 1, 3, 5 a 6. Jednohlavňová koncepce se používá spíše na evropských kanónech ráží 23 mm (Rusko) a 27 mm (Evropa) a na bitevních vrtulnících, kde je standardem ráže 30 mm. USA se pak již mnoho desítek let drží šestihlavňového kanónu M61 Vulcan.
Bývalý Sovětský svaz používal na stíhacích strojích od řady MiG-21PFM letecký kanón GŠ-23 – dvouhlavňovou zbraň s obrovskou kadencí. Tyto zbraně se však mohly používat v různých kontejnerech jak na letounech útočných (letouny SU, bitevní vrtulníky Mi-24), tak i u bombardovacích letounů jako je Tu-22 a to v zadním střelišti. Pouze MiG-21 verzí F a F13 nosil 30mm kanón NR-30. Tato zbraň pak byla zřejmě vzhledem ke své větší ráži a tudíž k většímu ničivému účinku v cíli oblíbena v OKB Suchoj u jejich útočných letounů. Kanón označovaný jako AO-17, jenž někteří mylně označují jako GŠ-30, má ráži 30 mm, konstrukčně vychází z GŠ-23, má však mimo ráže i jiné odlišnosti. Používán je hlavně na letounech Su-25. Posledním východním hitem je kanón GŠ-30-1, jde o jednohlavňovou zbraň ráže 30 mm vynikajících parametrů. Její maximální kadence je 1800 ran/min. Oproti americkému M61 Vulcan jsou tyto zbraně lehčí, menší, méně náročné na obsluhu pozemním personálem. Na druhou stranu nutno uznat jejich menší životnost (díky použitým materiálům).
Problémem přetrvávajícím od druhé světové války do současnosti je malá zásoba munice.